# Princes Risborough
Princes Risborough är en stad och civil parish i Buckinghamshire i England. Orten har 8 101 invånare (2011). Byn nämndes i Domedagsboken (Domesday Book) år 1086, och kallades då Riseberge/Riseberga.